# Curth Flatow
Curth Flatow (* 9. Januar 1920 in Berlin; † 4. Juni 2011 ebenda) war ein deutscher Bühnen- und Drehbuchautor und Schauspieler.

## Leben
Flatow war der Sohn des Humoristen und Vortragskünstlers Siegmund Flatow und der Chansonsängerin Alwine Kiekebusch. Der Vater war Jude und wurde 1942 in Auschwitz ermordet. Nach der Mittleren Reife absolvierte Flatow eine kaufmännische Lehre in der Bekleidungsindustrie. Später war er als Verkäufer und Modezeichner tätig. Im Jahr 1945, nach einem erfolgreichen Auftritt bei einer Nachwuchsmatinee, gründete er die Berliner Kabarettgruppe Die Außenseiter. Engagements als Kabarettschauspieler (Bei Henry Bender, Kabarett der Komiker) folgten.
Seinen ersten Erfolg als Bühnenautor hatte er mit der Revue Melodie der Straße (1947), die Flatow gemeinsam mit Bruno Balz schrieb. Er etablierte sich in den folgenden Jahrzehnten als erfolgreicher Vertreter des Boulevardtheaters – in Deutschland gibt es in 20 Städten 24 Theater, die sich auf leichte Boulevardkomödien spezialisieren, etwa das Theater am Kurfürstendamm und die Komödie in Berlin sowie die Komödie am Altstadtmarkt in Braunschweig. Flatow schrieb mehr als 20 Stücke in diesem Genre. Zu seinen größten Erfolgen zählen das mit Horst Pillau verfasste Volksstück Das Fenster zum Flur (1960) mit Rudolf Platte und Inge Meysel, das über 120-mal aufgeführt wurde, sowie Vater einer Tochter (1966) und Der Mann, der sich nicht traut (1973) jeweils mit Georg Thomalla besetzt. Seine Boulevardkomödie Das Geld liegt auf der Bank (1968) brachte es am Berliner Hebbel-Theater auf über 500 Aufführungen. „Ich wollte die Gesellschaft nie verändern, sondern nur unterhalten“, bekannte Flatow einmal.
Neben seiner Theaterarbeit war er seit 1950 im Filmbereich und für Rundfunk und Fernsehen aktiv. Aus seinem Roman Ich heirate eine Familie entstand die gleichnamige Fernsehserie mit Thekla Carola Wied und Peter Weck im ZDF, die in den 1980er-Jahren Popularität erlangte. Flatow verarbeitete darin autobiografische Elemente, da er selbst eine Mutter mit mehreren Kindern geheiratet hatte. Flatow lernte nach dem Zweiten Weltkrieg beim West-Berliner Sender RIAS Hans Rosenthal kennen, mit dem er sich eng befreundete. Flatow schrieb für diverse Sendereihen Rosenthals, unter anderem für Dalli Dalli.
Curth Flatow lebte mit seiner zweiten Ehefrau Brigitte (Geburtsname: Werner) in Berlin. Er war seit 1967 Präsident der Dramatiker Union und gehörte jahrelang dem Aufnahme- und dem Werkausschuss der GEMA an. 1980 wurde er mit dem Bundesverdienstkreuz geehrt und 1992 vom Berliner Senat mit dem Titel „Professor e. h.“ (ehrenhalber) bedacht. Im Jahr 2000 legte er mit Am Kurfürstendamm fing’s an seine Autobiografie vor.

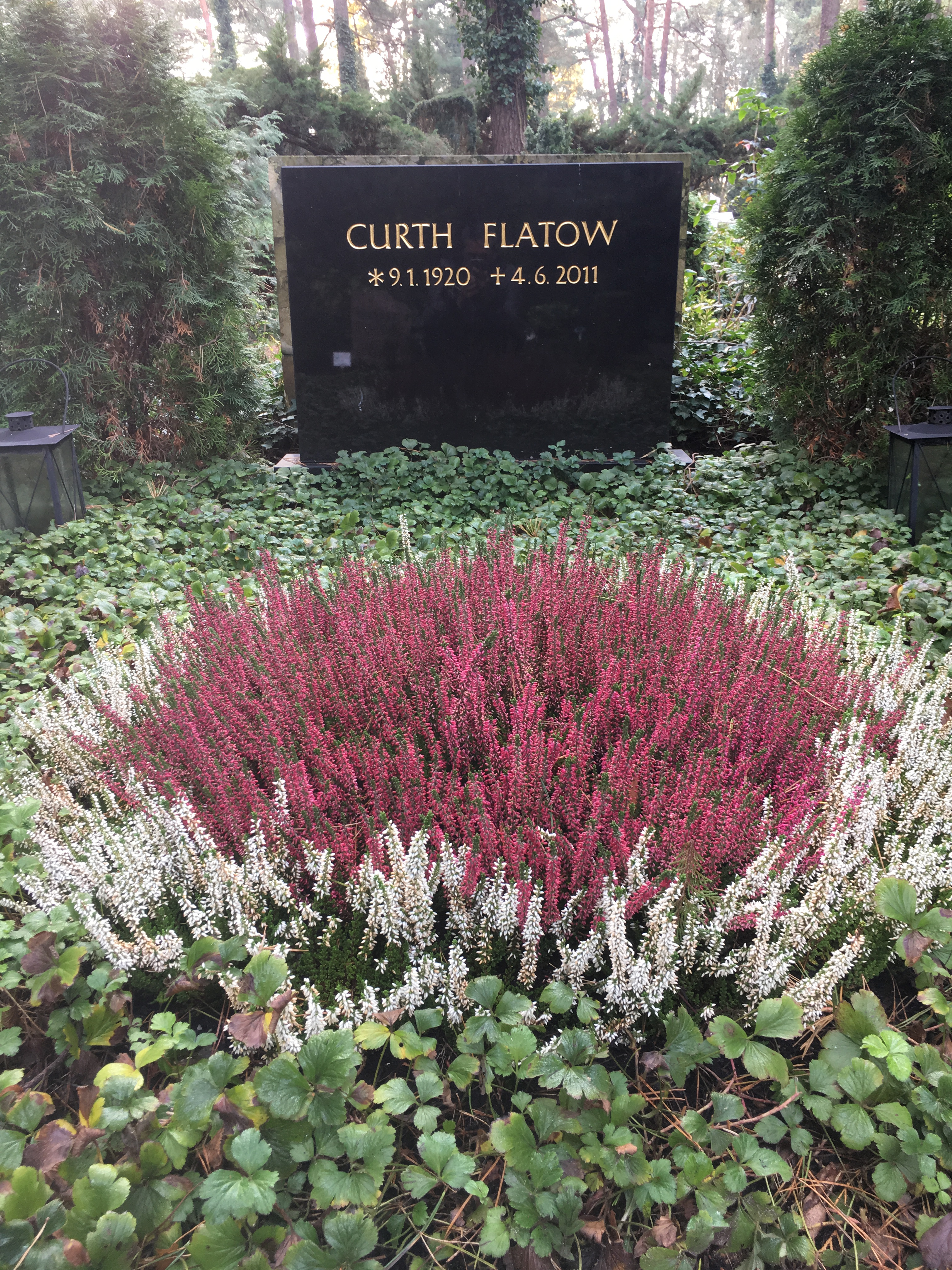
Grabstätte von Curth Flatow

Seine letzte Ruhestätte fand er auf dem Waldfriedhof Dahlem. Sein Grab ist als Ehrengrab der Stadt Berlin gewidmet. Sein Nachlass befindet sich im Archiv der Akademie der Künste in Berlin.

## Werke (Auswahl)
- Der Mann, der sich nicht traut. 1973 (Theater)
- Durchreise. (Theater)
- Zweite Geige. 1991 (Theater)
- Das Fenster zum Flur (verfilmt als Ihr schönster Tag und Im Parterre links). (mit Horst Pillau; Theater, Verfilmung)
- Meine Tochter und ich (Vater einer Tochter). 1966 (Theater, Verfilmung)
- Keine Ehe nach Maß. (Theater)
- Romeo mit grauen Schläfen. (Theater)
- Am Kurfürstendamm fing’s an. Erinnerungen aus einem Gedächtnis mit Lücken. Langen Müller, München 2000.
- mit Michael Schäbitz, Paul Spiegel: Hans Rosenthal. Deutschlands unvergessener Quizmaster; bewusster, stolzer Jude. Stiftung Neue Synagoge Berlin – Centrum Judaicum, Hentrich & Hentrich, Teetz 2004, ISBN 3-933471-73-7 (= Jüdische Miniaturen. Band 19).

### Hörspiele
- 1949: Beinahe friedensmäßig (auch Sprechrolle) – Regie: Ivo Veit (RIAS Berlin)

## Filmografie (als Drehbuchautor, wenn nicht anders angegeben)
- 1947: Herzkönig (als Darsteller)
- 1950: Taxi-Gattin
- 1950: Wenn Männer schwindeln
- 1951: Schwarze Augen
- 1951: Eva im Frack
- 1952: Der keusche Lebemann
- 1953: Das Nachtgespenst
- 1953: Hollandmädel
- 1953: Der Onkel aus Amerika
- 1954: Fräulein vom Amt
- 1955: Liebe, Tanz und 1000 Schlager
- 1955: Wie werde ich Filmstar?
- 1956: Ein Mann muß nicht immer schön sein
- 1957: Heute blau und morgen blau
- 1957: Das einfache Mädchen
- 1957: Kindermädchen für Papa gesucht
- 1957: Die Unschuld vom Lande
- 1957: Und abends in die Scala
- 1958: Der Pauker
- 1958: Ihr 106. Geburtstag
- 1959: Der lustige Krieg des Hauptmann Pedro
- 1959: Was eine Frau im Frühling träumt
- 1959: Hier bin ich – hier bleib ich
- 1960: Der Gauner und der liebe Gott
- 1960: Sabine und die 100 Männer
- 1960: Das Fenster zum Flur
- 1960: Ich zähle täglich meine Sorgen
- 1961: Die Rückblende
- 1961: Ihr schönster Tag
- 1961: Wie einst im Mai
- 1963: Meine Tochter und ich
- 1965: Die eigenen vier Wände
- 1966: Vater einer Tochter
- 1966: Ganovenehre
- 1966–1968: Gertrud Stranitzki (Serie, 13 Folgen)
- 1967: Das kleine Teehaus
- 1969: Die Hochzeitsreise
- 1969/1970: Ida Rogalski (Serie, 13 Folgen)
- 1970/1971, 1978, 1990, 2004: Das Geld liegt auf der Bank
- 1973: Kinderheim Sasener Chaussee
- 1973: So’n Theater
- 1974: Preussenkorso Nr. 17
- 1975: Lichtspiele am Preussenkorso
- 1976: Der Mann, der sich nicht traut
- 1977: Preussenkorso 45–48
- 1978: Ein Mann für alle Fälle (Mehrteiler)
- 1979: Vater einer Tochter
- 1982: Schuld sind nur die Frauen
- 1983–1986: Ich heirate eine Familie (Serie, 14 Folgen)
- 1985: Durchreise – Die Geschichte einer Firma (Aufzeichnung aus dem Theater am Kurfürstendamm) – Regie: Jürgen Wölffer
- 1986: Abschiedsvorstellung
- 1988: Romeo mit grauen Schläfen
- 1990: Willi – Ein Aussteiger steigt ein
- 1993: Durchreise – Die Geschichte einer Berliner Modefirma (Sechsteiliger Fernsehfilm) – Regie: Peter Weck (Cameo-Auftritt in Folge 1)
- 1996: Ein gesegnetes Alter

## Auszeichnungen
- 1963: Drehbuchprämie der Bundesregierung
- 1978: Goldene Nadel der Dramatiker Union
- 1980: Verdienstkreuz am Bande des Verdienstordens der Bundesrepublik Deutschland
- 1984: Goldene Kamera
- 1985: Telestar
- 1990: Heinrich-Bolten-Baeckers-Preis der GEMA-Stiftung
- 1992: Ehrenprofessor der Stadt Berlin
- 1999: Verdienstkreuz 1. Klasse des Verdienstorden der Bundesrepublik Deutschland